# Nyctophilus shirleyae
Nyctophilus shirleyae (Parnaby, 2009) è un pipistrello della famiglia dei Vespertilionidi endemico della Nuova Guinea.

## Descrizione

### Dimensioni
Pipistrello di piccole dimensioni, con la lunghezza dell'avambraccio tra 25,3 e 25,4 mm, la lunghezza della coda tra 48 e 52 mm, la lunghezza della tibia tra 22,6 e 23,5 mm, la lunghezza delle orecchie tra 25,3 e 25,4 mm e un peso fino a 13 g.

### Aspetto
La pelliccia è corta e densa. Le parti dorsali sono bruno-grigiastre, bruno-rossastre, grigio-brunastre o grigie con la base dei peli più chiara, mentre le parti ventrali sono più chiare. Il muso è tronco, con un disco carnoso all'estremità dove si aprono le narici e dietro al quale è presente un rigonfiamento poco sviluppato, ricoperto di peli e attraversato longitudinalmente da un solco superficiale. Gli occhi sono piccoli. Le orecchie sono lunghe, larghe ed unite sulla fronte da una membrana cutanea ricoperta di peli. Il trago è corto, con l'estremità arrotondata e il margine anteriore fortemente convesso. Le ali sono attaccate posteriormente alla base delle dita dei piedi. L'estremità della lunga coda si estende leggermente oltre l'ampio uropatagio.

## Biologia

### Comportamento
Si rifugia in singolarmente o in piccoli gruppi sotto le cortecce esfoliate e nelle cavità degli alberi. L'attività predatori inizia al calare del buio.

### Alimentazione
Si nutre di insetti, particolarmente falene e scarafaggi catturati vicino al suolo fino a 10 metri di altezza sotto la volta forestale.

## Distribuzione e habitat
Questa specie è conosciuta soltanto lungo il versante sud-occidentale del Monte Missim, nella Provincia di Morobe, nella Papua Nuova Guinea nord-orientale. Un individuo catturato nella Provincia occidentale potrebbe appartenere a questa forma.
Vive nei boschi di sclerofille costieri e nelle foreste medio-montane.

## Conservazione
Questa specie, essendo stata scoperta solo recentemente, non è stata sottoposta ancora a nessun criterio di conservazione.